# Pangasius
Der Pangasius (Pangasianodon hypophthalmus) ist ein Süßwasserfisch aus der Familie der Haiwelse oder Schlankwelse (Pangasiidae), der die Flusssysteme des Mekong und Mae Nam Chao Phraya (Chao-Phraya-Fluss) in Thailand, Vietnam, Laos und Kambodscha besiedelt.
Traditionell wird die Art befischt, jedoch wird sie in Südostasien auch seit einigen Jahren zunehmend in Aquakulturen gezüchtet und weltweit als Speisefisch vermarktet. Die Gesamtproduktion beläuft sich auf über eine Million Tonnen im Jahr. Davon wird ein Großteil nach Europa exportiert, wo der Fisch aufgrund des niedrigen Preises und seines als mild schmeckend beschriebenen Fleisches beliebt ist. Als deutscher Name wird der Name der Gattung Pangasius verwendet, der die Art früher zugeordnet wurde. Das Artepitheton hypophthalmus (von altgriechisch ὑπό hypó „unter“ sowie ὀφθαλμός ophthalmós „Auge“) weist auf die tiefe Lage der Augen im Vergleich zum Maul hin.

## Merkmale

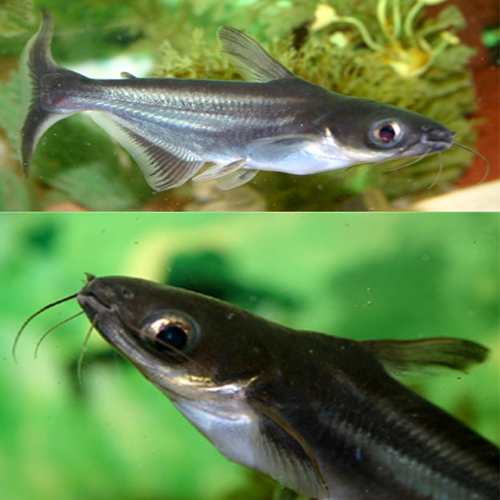
Jungtiere mit der typischen Streifenmusterung

Der Pangasius weist den für die Haiwelse (Pangasiidae) typischen schuppenlosen, langgestreckten Körper auf. Ausgewachsene Tiere erreichen bei einer Länge von bis zu 150 Zentimetern ein Maximalgewicht von 44 Kilogramm. Sie sind dunkelgrau mit hellerem Bauch und dunkelgrauen bis schwarzen Flossen. Sehr alte und große Tiere werden einheitlich grau. Als charakteristische Merkmale der Gattung Pangasianodon weist der Pangasius ein endständiges Maul (Ober- und Unterkiefer sind also gleich lang), eine Schwimmblase mit nur einem Lappen und Bauchflossen mit acht, selten neun Weichstrahlen auf. Bei ausgewachsenen Tieren ist zudem das Maul zahnlos und die Barteln am Unterkiefer fehlen. Von der anderen Art der Gattung, dem Mekong-Riesenwels, unterscheidet er sich durch die deutlich geringere Größe sowie den weniger breiten Kopf und den Bau der Kiemenreuse, welche beim Pangasius gut entwickelt ist und am ersten Bogen zwischen 15 längeren Strahlen etwa 40 sehr kurze Strahlen trägt.
Die Rückenflosse weist, wie bei vielen Welsartigen, einen stachelartigen Hartstrahl auf, dem sechs verzweigte Weichstrahlen folgen. Eine Fettflosse ist vorhanden. Die Afterflosse liegt langgestreckt am Bauch an und trägt mittig einen schwarzen Streifen, ebenso beide Lappen der Schwanzflosse. Die kleinen Bauchflossen sitzen knapp vor der Afterflosse.
Frisch geschlüpfte Tiere sind gelblich und fast durchsichtig mit ausgeprägten Barteln, während ältere Jungtiere den ausgewachsenen ähneln und einen schwarzen Streifen entlang des Seitenlinienorgans sowie einen weiteren knapp darunter aufweisen. Diese Musterung verblasst mit zunehmendem Alter.
Der Chromosomensatz besteht aus 30 Paaren (2n = 60).

## Vorkommen

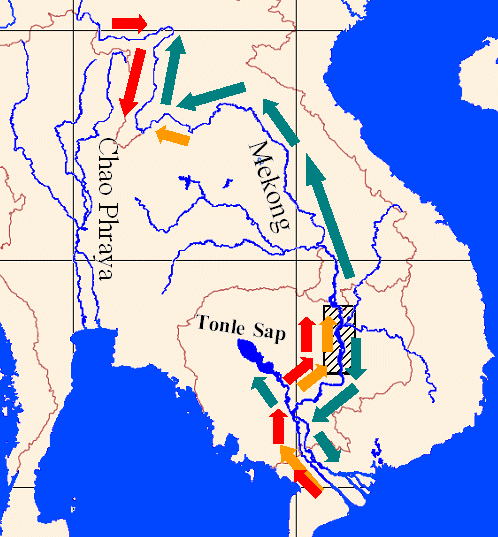
Hinterindien mit Mekong und Chao Phraya als Verbreitungsgebiet des Pangasius, sowie Wanderungen im Mekong: Orange – März bis Mai; Dunkelgrün – Mai bis September; Rot – Oktober bis Februar; Schraffur – Laichgebiete der südlichen Mekongpopulation

Die Art besiedelt die großen Flussläufe des Mekong und des Mae Nam Chao Phraya (Chao-Phraya-Fluss) in Thailand, Vietnam, Laos und Kambodscha. Es wird vermutet, dass das Vorkommen im Mekong durch die Wasserfälle in der laotischen Provinz Champasak in eine südliche Population in Kambodscha und Vietnam und eine nördliche Population in Laos und Thailand geteilt wird. Fänge im Gebiet der Fälle weisen allerdings auf einen gewissen Austausch zwischen den Populationen hin. Genauere genetische Untersuchungen liegen nur zur südlichen Population vor, innerhalb derer drei gemeinsam vorkommende, genetisch unterscheidbare Unterpopulationen vorkommen, die möglicherweise durch verschiedene Laichzeiten voneinander getrennt sind. Das Laichgebiet der südlichen Mekongpopulation liegt in einem relativ kleinen Bereich im Norden Kambodschas zwischen Kratie und den Mekongfällen, das der nördlichen und das der Chao-Phraya-Population sind unbekannt.
In Bangladesch, Singapur und auf den Philippinen existieren infolge der Einführung zur Aquakultur eingebürgerte Bestände. Hier gilt die Art aufgrund ihrer Gefräßigkeit und der möglichen Konkurrenz zu einheimischen Fischen als ökologisch sehr problematisch.

## Lebensweise und Fortpflanzung

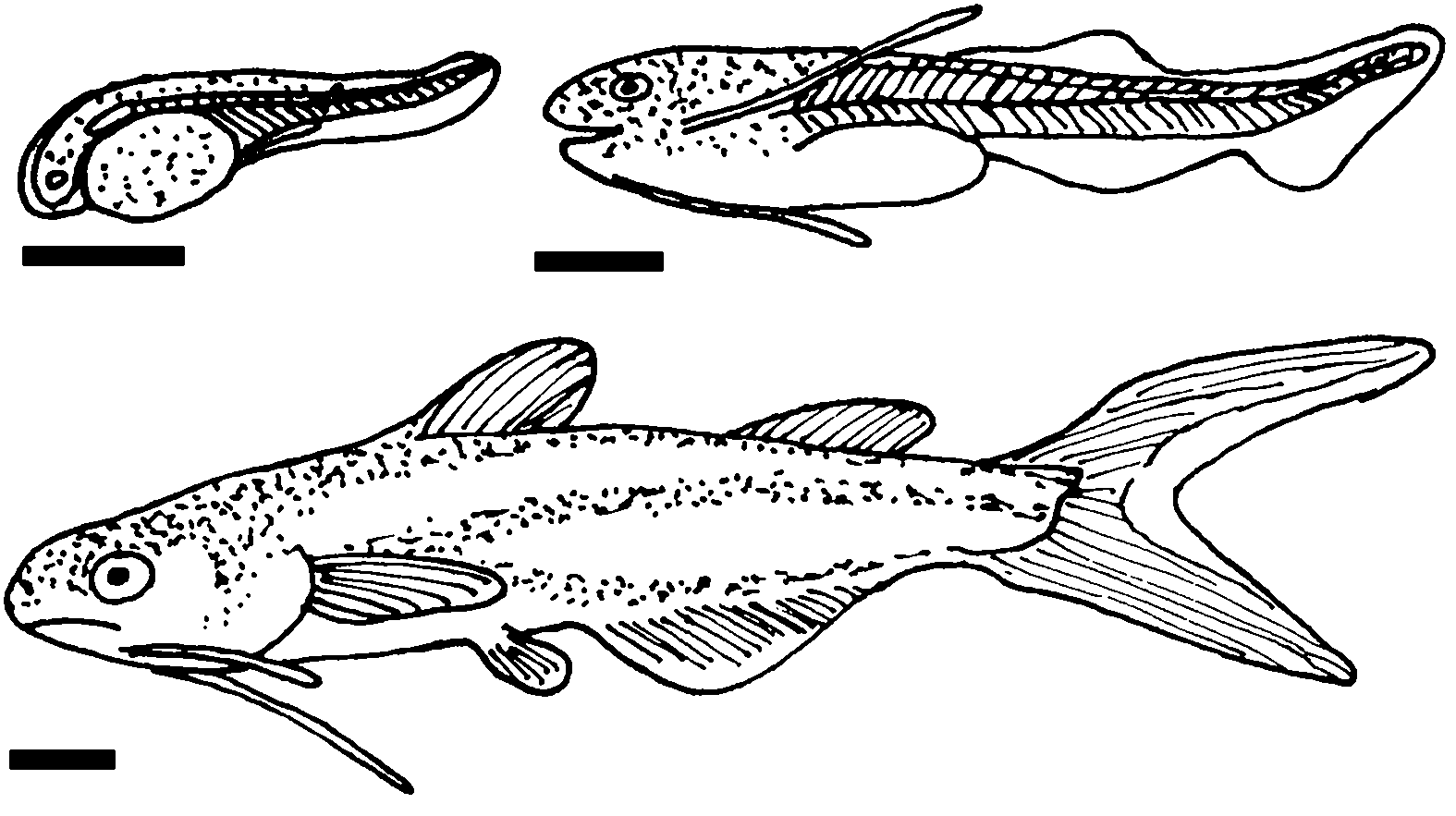
Entwicklungsstadien des Pangasius: Frisch geschlüpfte, sowie vier Tage alte Larve und 14 Tage alter Fingerling. Die schwarzen Balken entsprechen einer Länge von einem Millimeter

Der Pangasius ist ein tagaktiver, in Gruppen lebender Fisch. Sein Nahrungsspektrum umfasst Algen, Wasserpflanzen, Zooplankton, Weichtiere, Insekten, organische Abfälle und bei größeren Tieren auch Fische, Krustentiere und Früchte. Neben der Atmung über die Kiemen nimmt die Art auch an der Wasseroberfläche Luft auf, wobei die Schwimmblase als Atmungsorgan dient. Die Häufigkeit und Notwendigkeit dieser Luftatmung ist abhängig von der Sauerstoffkonzentration des umgebenden Wassers.
Im Laufe des Jahres unternehmen die Fische weite Wanderungen, die mit den wechselnden Wasserständen der besiedelten Flüsse korrelieren. Ab Oktober wandern die Tiere stromaufwärts in die Laichgebiete, wo die Laichaktivität in den Monaten Mai bis Juli ihren Höhepunkt erreicht.
Über das Paarungsverhalten ist wenig bekannt. Die zahlreichen kugeligen, klebrigen Eier weisen eine gelbliche bis grünlichbraune Kapsel auf und werden an vom Ufer ins Wasser ragenden Baumwurzeln abgelegt. Die produzierte Menge an Eiern steigt mit zunehmender Körpergröße der Weibchen und erreicht bis zu zweihunderttausend Eier pro Kilogramm Körpergewicht. Manche große Weibchen laichen wahrscheinlich zweimal im Jahr ab. Die etwa drei Millimeter langen Larven schlüpfen nach 24 bis 36 Tagen und lassen sich flussabwärts treiben. Nach einer Entwicklungszeit von etwa zwölf Tagen beginnen die Jungtiere Nahrung und Luft aufzunehmen. Die Geschlechtsreife wird nach drei bis vier Jahren bei einer Länge von über fünfzig Zentimetern und einem Gewicht von etwa drei Kilogramm erreicht. Das Höchstalter liegt bei etwas über zehn Jahren.
Nach der Eiablage wandern die Alttiere in die Fressgründe in den weitläufigen Überschwemmungsgebieten des Mekong, des Chao Phraya und des Tonle Sap und dringen dabei auch bis ins Mekongdelta vor. Mit den fallenden Wasserständen in den Monaten September bis Dezember kehren die Tiere in die Hauptströme zurück, wo sie sich dann vorwiegend in tiefem Wasser aufhalten.

## Nutzung durch den Menschen

### Nutzung als Nahrungsmittel

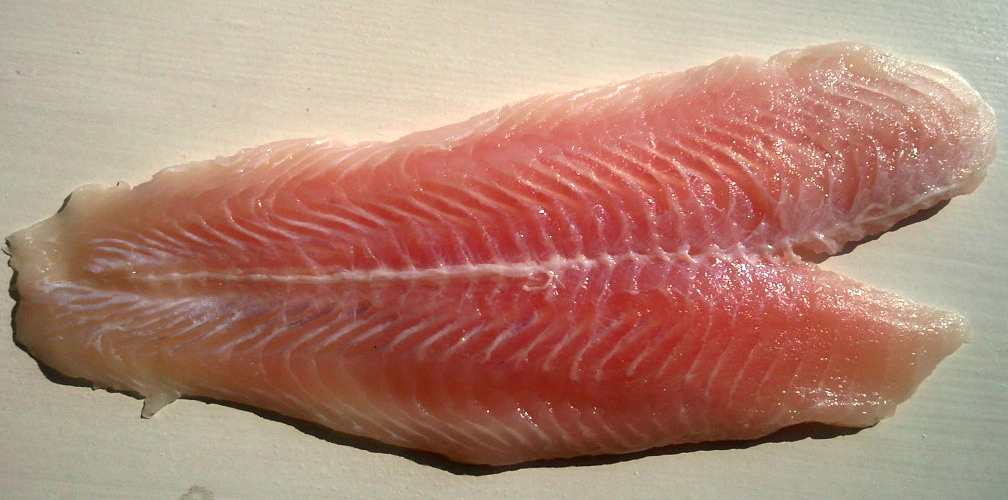
Pangasiusfilet

Neben der traditionellen Befischung des Wildbestands wird Pangasius zunehmend in Aquakultur gezüchtet. Die Hauptproduktionsländer sind Vietnam und Thailand, in geringerem Umfang auch China, Myanmar, Bangladesch und Indien. Seit einigen Jahren wird der Pangasius auch in den USA gezüchtet. Genutzt werden dabei vor allem überschwemmte Reisfelder. Allein in Vietnam stieg die Produktion von P. hypophthalmus und der nah verwandten Art Pangasius bocourti (Handelsname „Basa“) von 400.000 Tonnen im Jahr 2005 auf über eine Million Tonnen im Jahr 2007 mit einem Marktwert von über 700 Millionen US-Dollar.
Die Tiere werden in eigens ausgehobenen Teichen oder in Käfigen innerhalb bestehender Gewässer in Mono- oder Mischkultur gehalten und vorwiegend mit Neben- und Abfallprodukten der Land- und Fischwirtschaft wie Reis- und Fischmehl gefüttert. Teilweise wird in den Teichen auch durch Zugabe von Stickstoffdünger oder Fäkalien ein starker Algenwuchs angeregt. Im Rahmen der intensiven Zucht kommt aber auch vermehrt industriell gefertigtes Hochleistungsfutter zum Einsatz. Die Fische wachsen schnell und sind in sehr hohen Dichten von bis zu 150 Tieren je Kubikmeter haltbar, dann allerdings anfällig gegenüber verschiedenen Krankheiten und Parasiten, gegen die teilweise mit hohem Medikamenteneinsatz vorgegangen werden muss. Nach acht Monaten erreichen die Tiere das Schlachtgewicht von etwa einem Kilogramm. Da die Weibchen in Gefangenschaft nicht von alleine ablaichen, sind Hormoninjektionen zum Auslösen der Eiablage oder das Auffüllen des Bestands über Wildfänge notwendig.
Aus den Produzentenländern werden tiefgefrorene Filets in den Rest der Welt exportiert. Hauptabnehmer sind heute die Länder der Europäischen Union, wo die Art vorwiegend als „Pangasius“, im deutschsprachigen Raum seltener auch als „Schlankwels“ im Handel erhältlich ist. Das Fleisch ist weiß, wasserreich, fett-, cholesterin- und grätenarm und mild im Geschmack. Nach verbreiteter Auffassung weist der Fisch wenig bis keinen Eigengeschmack auf. Aufgrund des geringen Preises sind Filets von P. hypophthalmus zuweilen als teurerer Fisch, zum Beispiel Scholle oder als Pangasius bocourti, ausgegeben worden. Des Weiteren werden zuweilen bei Importfischen aus Südostasien in Europa verbotene Antibiotika oder auch Malachitgrün nachgewiesen, welche in der intensiven Zucht zur Behandlung von Erkrankungen verwendet werden.

### Aquaristik
Besonders Jungfische werden aufgrund ihrer auffälligen Form und der glänzenden Flanken in Südostasien gerne als Zierfische gehalten. Im Aquaristikfachhandel wird die Art meist als Haiwels verkauft. Aufgrund der von ausgewachsenen Tieren erreichten Größe und der Lebensweise in Gruppen eignet sich der Pangasius allerdings wenig für Heimaquarien. Zudem gilt er als sehr schreckhaft und verletzt sich bei Fluchtversuchen leicht an den Aquarienwänden. Die Art bevorzugt Wassertemperaturen von 22 bis 26 °C, einen pH-Wert von 6,5 bis 7,5 und eine Wasserhärte von 2 bis 29 °dH.

## Gefährdung
Da der Pangasius die Geschlechtsreife erst mit über drei Jahren erreicht, wird angenommen, dass sich stark dezimierte Bestände nur langsam erholen können. Daher dürfte die Art sehr empfindlich auf Überfischung reagieren. Der Wildbestand wird vor allem in Kambodscha intensiv mit Netzen, Angeln und teilweise mit Explosivstoffen befischt und macht hier etwa 10 bis 15 % der Gesamtfangmenge an Süßwasserfischen aus. Als besondere Bedrohung gilt daneben der Fang der Fischbrut zur Bestückung der Aquakulturen. Hierzu werden Schwimmkörbe mit Nylonreusen und Moskitonetzen ausgestattet, um auch die sehr kleinen Larven abzufangen. Seit 1994 ist diese Art der Befischung in Kambodscha und seit 2000 in Vietnam verboten.
1999 wurde der Bestand des Pangasius in Kambodscha vom dortigen Fischereiministerium auf 20 bis 30 Millionen ausgewachsene Tiere geschätzt. Obwohl genaue Zahlen zur Bestandsentwicklung fehlen, weisen die Fangmengen auf eine Abnahme der Wildbestände im Mekong hin.

## Systematik
Der Trivialname „Pangasius“ ist von der gleichnamigen Gattung Pangasius abgeleitet, der die Art früher als Pangasius hypophthalmus („Haiwels“) zugeordnet wurde. Aufgrund morphologischer und molekularer Untersuchungen wird die Art heute allerdings zusammen mit dem Mekong-Riesenwels (Pangasianodon gigas) in die Gattung Pangasianodon gestellt. Ein jüngeres, zuweilen in der Aquaristik noch verwendetes Synonym ist Pangasius sutchi (Fowler, 1937), von dem sich der englische Trivialname „sutchi catfish“ ableitet. Darüber hinaus sind keine Unterarten beschrieben.

## Filme
- Michael Höft, Thomas Wagner: Die Pangasius-Lüge. NDR, August 2011, archiviert vom Original am 14. Juni 2015; abgerufen am 14. Juni 2015.